# Umbrías
Umbrías ist ein westspanisches Bergdorf und eine Gemeinde (municipio) mit 100 Einwohnern (Stand: 2024) im Südwesten der Provinz Ávila in der Autonomen Gemeinschaft Kastilien-León.

## Lage und Klima
Der Ort Umbrías liegt am Oberlauf des Río Tormes auf der Nordseite des Iberischen Scheidegebirges in einer Höhe von ca. 1110 m. Die Stadt Ávila ist gut 97 km (Fahrtstrecke) in nordöstlicher Richtung entfernt; die Kleinstadt El Barco de Ávila befindet sich nur gut 10 km nordöstlich. Das Klima im Winter ist kühl, im Sommer dagegen trotz der Höhenlage durchaus warm; Niederschläge – manchmal auch in Form von Schnee – (ca. 540 mm/Jahr) fallen überwiegend im Winterhalbjahr.

## Bevölkerungsentwicklung
| Jahr      | 1857 | 1900 | 1950 | 2000 | 2017 |
| Einwohner | 354  | 696  | 895  | 157  | 105  |

Neben dem Hauptort gehören zur Gemeinde mehrere nahezu verlassene Weiler (pedanías) und Gehöfte (fincas) mit insgesamt ca. 40 Einwohnern. Der seit der Mitte des 20. Jahrhunderts festzustellende enorme Bevölkerungsrückgang (Landflucht) ist im Wesentlichen auf die Mechanisierung der Landwirtschaft, die Aufgabe von bäuerlichen Kleinbetrieben und den damit einhergehenden Verlust an Arbeitsplätzen zurückzuführen.

## Wirtschaft
Die Landwirtschaft (insbesondere die Viehzucht) spielt traditionell die wichtigste Rolle im früher auf Selbstversorgung basierenden Wirtschaftsleben der Gemeinde. Im Winterhalbjahr wurden früher Schafwolle und Lein gesponnen und gewebt. Seit den letzten Jahrzehnten des 20. Jahrhunderts sind Einnahmen aus dem Tourismus in Form der Vermietung von Ferienwohnungen (casas rurales) hinzugekommen.

## Geschichte
Im ersten Jahrtausend v. Chr. gehörte das Gemeindegebiet zum Siedlungsgebiet der keltischen Vettonen. Römische, westgotische und selbst arabisch-maurische Spuren fehlen. Im 10. und 11. Jahrhundert wurde die Region von den leonesischen Königen wahrscheinlich mehr oder weniger kampflos zurückerobert (reconquista) und anschließend neu oder wieder besiedelt (repoblación).

## Sehenswürdigkeiten

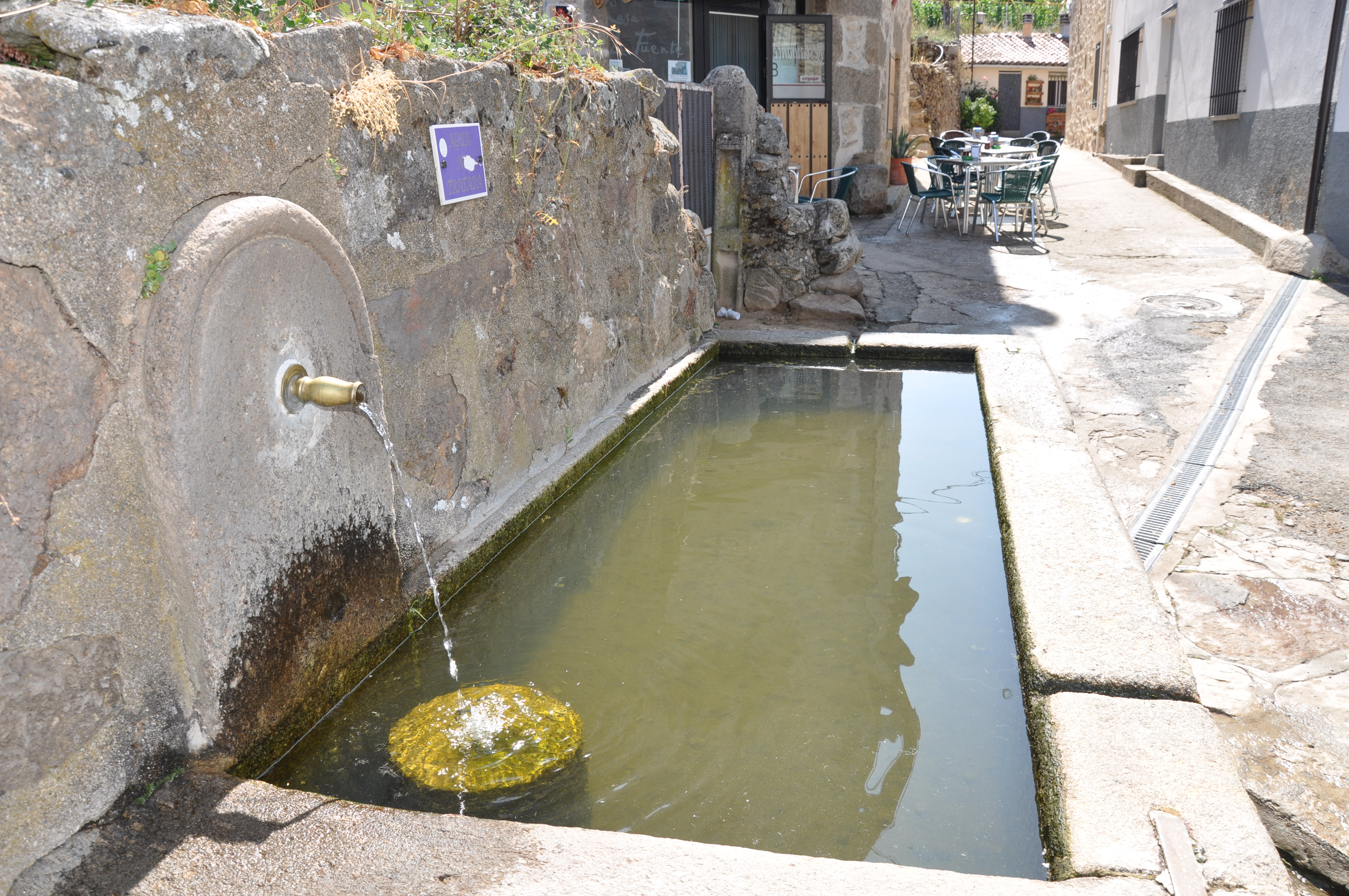
Brunnen und Viehtränke (abrevadero)

- Die in den 1980er Jahren neuerbaute Kirche San Martín Obispo ist dem als heilig verehrten Martin von Tours geweiht. Die Außen und Innenwände sowie der seitlich der Kirche stehende Glockenträger bestehen weitgehend aus Natursteinen. Im Inneren befinden sich ein geschnitzter Kruzifixus und eine Reiterfigur des mantelteilenden Martin.
- Im Ort befindet sich ein Brunnen mit angeschlossener Viehtränke (abrevadero).